# Leucospidae
Левкоспиды (лат. Leucospidae) — семейство паразитических наездников надсемейства Chalcidoidea подотряда Стебельчатобрюхие отряда Перепончатокрылые насекомые. Размеры от мелких (4 мм) до крупных (6—17 мм). Крылья с сильно редуцированным жилкованием. Задние ноги с утолщенными и сильно изогнутыми бедрами и голенями.

## Описание
Тело обычно черное или коричневое, с желтыми, оранжевыми, красновато-коричневыми или беловатыми отметинами; усики 13-члениковые, F1 стебельчатый, без кольца и многопористых пластинчатых сенсилл; тегула удлиненная, по крайней мере в два раза длиннее своей ширины, достигает переднеспинки или почти достигает ее; передние крылья в состоянии покоя часто продольно сложены; задние бедра заметно вздутые с одним или несколькими зубцами на вентральной стороне; задние голени сильно изогнуты; яйцеклад, как правило, выступает вперед и изогнут вверх над брюшком.

## Биология
Паразиты пчелиных Apoidea (главным образом пчёл-листорезов семейства Megachillidae) и некоторых ос (Sphecidae и Vespidae). Список хозяев включает:
- Apidae (рода Antophora, Euglossa, Xylocopa),
- Eumenidae (Xenorynchium),
- Megachilidae (Anthidiellum, Anthidium, Chalicodoma, Hoplitis, Megachille, Osmia, Stelis),
- Melittidae (Ctenoplectra),
- Sphecidae (Chalybion, Psenulus, Sphex),
- Vespidae (Ancistrocerus, Anterhynchium, Calligaster)

## Распространение
Космополитное. Мировая фауна включает 4 рода и около 130 видов, в Палеарктике — 1 род и около 20 видов. Фауна России включает 1 род и 7 видов наездников этого семейства.

## Классификация
Около 130 видов, 4 рода.
- Leucospis Fabricius, 1775 — более 100 видов
- Micrapion Kriechbaumer, 1894 — более 10 видов
- Neleucospis Boucek, 1974 — 1 вид
- Polistomorpha Westwood, 1839 — около 10 видов